# Прћиловица
Прћиловица је приградско насеље у Србији, у општини Алексинац у Нишавском округу. Према попису из 2022. године, у насељу је живело 2.191 становника (према попису из 1991. било је 2.409 становника). Заједно са приградским насељима Житковцем и Моравцем, чини једну целину, стварајући једно од најмногољуднијих насеља у алексиначком крају са око 7.000 становника. До 2008. године, Прћиловица се убрајала у села Србије, када је добила статус приградског насеља. Насеље је смештено у Алексиначкој котлини, са леве стране тока реке Јужне Мораве.

## Етимологија
Назив „Прћиловица“ потиче од речи „прћија“, што значи мираз. Због свог необичног звука, име насеља је често предмет шала. Према локалној легенди, село је добило име по српском пастиру који је, док је чувао стоку за турског пашу, оженио пашину ћерку. Израз „прћи“ или „прћија“ односи се на мираз, што повезује име села са овом традицијом.

## Историја
Прћиловица има богату историју. Испод села се налазе подземни тунели за које се претпоставља да потичу из римског периода. Верује се да су остаци античког града "Presidium Pompei", иако још увек нису у потпуности истражени.
Село има једну од најстаријих основних школа у Србији, која је првобитно изграђена 1864. године. Током Првог српско-турског рата (1876–77), школа је служила као штаб српске војске, заједно са руским добровољцима, укључујући пуковника Рајевског, познатијег као Вронски из романа Ана Карењина Лава Толстоја. Рајевски-Вронски је неколико месеци боравио у школи у Прћиловици током овог периода.
Средином 20. века, у селу је радила занатска школа Ученик у привреди, која је обучавала хиљаде ученика из нишког региона у разним занатима.

## Анта Петровић
Прћиловица је позната по својим историјским везама са Антом Петровићем, српским предузетником из Северне Македоније, који се населио у селу као пекар у 19. веку. Постао је познат по продаји пецива као што су семите и кифле, што му је омогућило да стекне значајно богатство. Петровић је проширио свој посао отварањем ресторана Chez le Macédonien и хотела, постајући најбогатији самостални предузетник у округу.
Петровић се помиње у немачкој књизи Das Königreich Serbien und das Serbenvolk, у којој пише: „Am Fusse der rebenbepflanzten Höhen von Prcilovica, in dem Anta Petrovic einen lateinischen Inschriftstein bewahrt, steht inmitten vieler Mehanen die grössere Station Aleksinac.“ („Подно виноградима прекривених узвишења Прћиловице, где Анта Петровић чува камен са латинским натписом, налази се већа станица Алексинац, окружена бројним механама.“) 
Испод његовог хотела откривен је значајан број римских новчића, који су документовани под записом: Prćilovica, Gasthaus des Anta Petrović, Hof. Новчићи су датирани између 151. и 300. године нове ере и наведени у академским изворима из касног 19. и раног 20. века.

## Демографија
Према последњем попису, у Прћиловици живи 1.870 пунолетних становника, са просечном старошћу од 37,3 године (36,3 код мушкараца и 38,2 код жена). У насељу постоји 698 домаћинстава, са просечним бројем од 3,45 чланова по домаћинству. Заједно са оближњим приградским насељима Житковац и Моравац, Прћиловица чини једно од највећих популационих средишта у алексиначком крају, са укупно око 7.000 становника.
|  |

| Демографија | Демографија | Демографија |
| Година      | Становника  | Становника  |
| ----------- | ----------- | ----------- |
| 1948.       | 1.097       |             |
| 1953.       | 1.244       |             |
| 1961.       | 1.550       |             |
| 1971.       | 1.976       |             |
| 1981.       | 2.572       |             |
| 1991.       | 2.409       | 2.338       |
| 2002.       | 2.410       | 2.583       |

| Етнички састав према попису из 2002.‍ | Етнички састав према попису из 2002.‍ | Етнички састав према попису из 2002.‍ | Етнички састав према попису из 2002.‍ | Етнички састав према попису из 2002.‍ |
| ------------------------------------ | ------------------------------------ | ------------------------------------ | ------------------------------------ | ------------------------------------ |
|                                      |                                      |                                      |                                      |                                      |
| Срби                                 | Срби                                 |                                      | 2.096                                | 86,97%                               |
| Роми                                 | Роми                                 |                                      | 271                                  | 11,24%                               |
| Македонци                            | Македонци                            |                                      | 2                                    | 0,08%                                |
| Хрвати                               | Хрвати                               |                                      | 1                                    | 0,04%                                |
| Румуни                               | Румуни                               |                                      | 1                                    | 0,04%                                |
| Муслимани                            | Муслимани                            |                                      | 1                                    | 0,04%                                |
| непознато                            | непознато                            |                                      | 21                                   | 0,87%                                |

| Година пописа     | 1948. | 1953. | 1961. | 1971. | 1981. | 1991. | 2002. |
| ----------------- | ----- | ----- | ----- | ----- | ----- | ----- | ----- |
| Број домаћинстава | 266   | 300   | 404   | 525   | 689   | 644   | 698   |

| Број чланова      | 1  | 2   | 3   | 4   | 5   | 6  | 7  | 8 | 9 | 10 и више | Просек |
| ----------------- | -- | --- | --- | --- | --- | -- | -- | - | - | --------- | ------ |
| Број домаћинстава | 98 | 134 | 131 | 151 | 100 | 53 | 22 | 7 | 1 | 1         | 3,45   |

| Пол    | Укупно | Неожењен/Неудата | Ожењен/Удата | Удовац/Удовица | Разведен/Разведена | Непознато |
| ------ | ------ | ---------------- | ------------ | -------------- | ------------------ | --------- |
| Мушки  | 962    | 283              | 595          | 56             | 21                 | 7         |
| Женски | 996    | 204              | 608          | 149            | 32                 | 3         |
| УКУПНО | 1.958  | 487              | 1.203        | 205            | 53                 | 10        |

| Пол    | Укупно                    | Пољопривреда, лов и шумарство | Рибарство                            | Вађење руде и камена | Прерађивачка индустрија       |
| ------ | ------------------------- | ----------------------------- | ------------------------------------ | -------------------- | ----------------------------- |
| Мушки  | 383                       | 57                            | 0                                    | 2                    | 93                            |
| Женски | 167                       | 71                            | 0                                    | 0                    | 34                            |
| УКУПНО | 550                       | 128                           | 0                                    | 2                    | 127                           |
| Пол    | Производња и снабдевање   | Грађевинарство                | Трговина                             | Хотели и ресторани   | Саобраћај, складиштење и везе |
| Мушки  | 3                         | 119                           | 32                                   | 3                    | 20                            |
| Женски | 0                         | 2                             | 29                                   | 1                    | 1                             |
| УКУПНО | 3                         | 121                           | 61                                   | 4                    | 21                            |
| Пол    | Финансијско посредовање   | Некретнине                    | Државна управа и одбрана             | Образовање           | Здравствени и социјални рад   |
| Мушки  | 3                         | 2                             | 19                                   | 5                    | 7                             |
| Женски | 5                         | 0                             | 5                                    | 5                    | 13                            |
| УКУПНО | 8                         | 2                             | 24                                   | 10                   | 20                            |
| Пол    | Остале услужне активности | Приватна домаћинства          | Екстериторијалне организације и тела | Непознато            | Непознато                     |
| Мушки  | 3                         | 2                             | 0                                    | 13                   | 13                            |
| Женски | 0                         | 0                             | 0                                    | 1                    | 1                             |
| УКУПНО | 3                         | 2                             | 0                                    | 14                   | 14                            |

## Галерија
- Улица у Прћиловици